# Filonivka, Sosnîțea
Filonivka (în ucraineană Філонівка) este un sat în comuna Spaske din raionul Sosnîțea, regiunea Cernihiv, Ucraina.

## Demografie
Componența lingvistică a localității Filonivka
     Ucraineană (94,44%)
     Rusă (5,56%)
Conform recensământului din 2001, majoritatea populației localității Filonivka era vorbitoare de ucraineană (94,44%), existând în minoritate și vorbitori de rusă (5,56%).